# 他阿智得
他阿 智得（たあ ちとく、弘長元年（1261年）- 元応2年7月1日（1320年8月5日））は時宗の第二代遊行上人。もとの阿号は量阿。
知名度は低いが、初期教団における重要人物である。

## 概要
時宗教団の基礎を作った他阿真教から、生前、他阿の阿号を受け継ぎ、当麻無量光寺に入る。弟子に第7代他阿託何ら。墓は無量光寺の歴代廟所内にある宝篋印塔。
著作に『知心修要記』がある。